# Joakim Rasmussen
Hagbarth Joakim Rasmussen (20. oktober 1898 i København – 24. december 1987) var en dansk atlet, idrætslærer og idrætsleder.
Joakim Rasmussen begynde med atletik i Københavns IF som 14-årig i september 1913. Han var som ung en habil længdespringer og vandt to sølvmedaljer på de danske mestersker, men det var som leder han blev kendt. Han blev en legendarisk idrætsleder som i en menneskealder var leder og træner i Københavns IFs ungdomsafdeling. Han virkede som træner fra 1920'erne til til op i 1970'erne.
Da nye stadionanlæg blev anlagt i Valby (1939), Gentofte (1942) og Sundby (1923, udvidet 1933 og 1942) var han med til at starte KIFs-lokalafdelinger her. Bedst klarede Amager-afdelingen sig med en levetid på cirka 20 år og her fostrede Joakim Rasmussen flere af klubbens største f.eks. Gunnar Nielsen, som er en af mange danske atletikmestre som havde Joakim Rasmussen som træner under deres ungdomstid i KIF.
Joakim Rasmussen døde juleaftensdag 1987 og blev 2. januar 1988 bisat fra Vor Frelsers Kirke under stor opmærksomhed.

## Danske mesterskaber
- Sølv 1924 Længdespring 6,45
- Sølv 1923 Længdespring 6,56

## Personlig rekord
- Længdespring: 6,56 1923 [1]